# Trypeticus
Trypeticus (лат.) — род жуков-карапузиков из подсемейства Trypeticinae (Histeridae).

## Распространение
Восточная Азия (Китай, Корея, Тайвань, Япония), Южная Азия (Индия, Непал), Юго-Восточная Азия и Австралия.

## Описание
Мелкие хищные жуки, питаются жуками-ксилофагами. Длина около 3 мм (от 1,3 до 5,2 мм). Тело цилиндрическое, наличник и лоб соединены без видимого шва и более или менее продолжены в рострум; усики с 7 члениками и булавой; дорсальные бороздки надкрылий отсутствуют; пропигидий обычно с косой полоской с каждой стороны; простернальная доля отсутствует. Большинство видов Trypeticus демонстрируют половой диморфизм. У некоторых видов самцы и самки даже были описаны как отдельные виды, и можно ожидать, что некоторые из ранее опубликованных видов представляют другие полы одного вида.

## Классификация
Известно около 100 видов. Род был описан в 1864 году как азиатский подрод в составе неотропического рода Trypanaeus. В 1916 году Bickhardt обосновал статус Trypeticus в качестве отдельного рода и выделил подсемейство Trypeticinae. В 1999 году Slipinski и Mazur вывели Trypeticinae из синонимии с Trypanaeinae. К Trypeticus близки два африканских рода (Pygocoelis и Trypobius), которые также входят в состав подсемейства Trypeticinae. 
- Trypeticus adebratti Kanaar, 2003
- Trypeticus albertisii (Gestro, 1875)
- Trypeticus alticola Kanaar, 2003
- Trypeticus andaiensis (Gestro, 1875)
- Trypeticus angustifrons Kanaar, 2003
- Trypeticus arriagadai Kanaar, 2003
- Trypeticus aukei Kanaar, 2003
- Trypeticus beesoni Desbordes, 1922
- Trypeticus bertiae Kanaar, 2003
- Trypeticus bombacis (Lewis, 1885)
- Trypeticus boukei Kanaar, 2003
- Trypeticus brevis Kanaar, 2003
- Trypeticus canalifrons Bickhardt, 1913
- Trypeticus capillatus Kanaar, 2003
- Trypeticus carinifrons Kanaar, 2003
- Trypeticus carinipygus Kanaar, 2003
- Trypeticus caterinoi Kanaar, 2003
- Trypeticus cinctipygus (Marseul, 1864)
- Trypeticus clarus Kanaar, 2003
- Trypeticus convexicollis Kanaar, 2003
- Trypeticus coomani Kanaar, 2003
- Trypeticus crassus Schmidt, 1892
- Trypeticus danielssoni Kanaar, 2003
- Trypeticus degallieri Kanaar, 2003
- Trypeticus deoudei Kanaar, 2003
- Trypeticus dohertyi (Lewis, 1891)
- Trypeticus fagi (Lewis, 1884)
- Trypeticus ferrarii (Gestro, 1875)
- Trypeticus fissirostrum Zhang & Zhou, 2007
- Trypeticus foveicollis Kanaar, 2003
- Trypeticus frontalis Schmidt, 1897
- Trypeticus gestroi (Marseul, 1879)
- Trypeticus gibberosus Kanaar, 2003
- Trypeticus gilolous (Marseul, 1864)
- Trypeticus gomyi Kanaar, 2003
- Trypeticus gracilis Kanaar, 2003
- Trypeticus gratus Kanaar, 2003
- Trypeticus grouvellei Marseul, 1883
- Trypeticus hamatipygus Kanaar, 2003
- Trypeticus helleri Bickhardt, 1918
- Trypeticus hielkemaorum Kanaar, 2003
- Trypeticus hinei Kanaar, 2003
- Trypeticus houseae Kanaar, 2003
- Trypeticus huijbregtsi Kanaar, 2003
- Trypeticus immanis Kanaar, 2003
- Trypeticus incilis Lewis, 1897
- Trypeticus indicus Lewis, 1893
- Trypeticus jaegeri Kanaar, 2003
- Trypeticus jelmeri Kanaar, 2003
- Trypeticus jorisi Kanaar, 2003
- Trypeticus kalemantanus (Marseul, 1864)
- Trypeticus kalshoveni Kanaar, 2003
- Trypeticus kapleri Kanaar, 2003
- Trypeticus kirtoni Kanaar, 2003
- Trypeticus lackneri Kanaar, 2003
- Trypeticus latilabris Kanaar, 2003
- Trypeticus latirostrum Kanaar, 2003
- Trypeticus latisternum Kanaar, 2003
- Trypeticus loebli Kanaar, 2003
- Trypeticus longicollis Heller, 1915
- Trypeticus mazuri Kanaar, 2003
- Trypeticus merkli Kanaar, 2003
- Trypeticus minutissimus Kanaar, 2003
- Trypeticus minutulus Lewis, 1891
- Trypeticus mirandus Kanaar, 2003
- Trypeticus monteithi Kanaar, 2003
- Trypeticus nasicus Kanaar, 2003
- Trypeticus nemorivagus Lewis, 1892
- Trypeticus nepalensis Kanaar, 2003
- Trypeticus nitens Kanaar, 2003
- Trypeticus obeliscus Lewis, 1891
- Trypeticus parilloi Kanaar, 2003
- Trypeticus parobeliscus Kanaar, 2003
- Trypeticus pederseni Kanaar, 2003
- Trypeticus penatii Kanaar, 2003
- Trypeticus penicillicauda Kanaar, 2003
- Trypeticus planisternus Lewis, 1897
- Trypeticus poggii Kanaar, 2003
- Trypeticus pooti Kanaar, 2003
- Trypeticus protractus Kanaar, 2003
- Trypeticus rectangulus Kanaar, 2003
- Trypeticus riedeli Kanaar, 2003
- Trypeticus rombauti Kanaar, 2003
- Trypeticus rostricauda Kanaar, 2003
- Trypeticus rostripygus Bickhardt, 1912
- Trypeticus sanneae Kanaar, 2003
- Trypeticus sauteri Bickhardt, 1913
- Trypeticus schawalleri Kanaar, 2003
- Trypeticus silvicola Schmidt, 1897
- Trypeticus smetanai Kanaar, 2003
- Trypeticus subobeliscus Kanaar, 2003
- Trypeticus sulcisternum Kanaar, 2003
- Trypeticus tabacigliscens Marseul, 1883
- Trypeticus therondi Kanaar, 2003
- Trypeticus trigonifrons Kanaar, 2003
- Trypeticus tuberculinotum Kanaar, 2003
- Trypeticus uhligi Kanaar, 2003
- Trypeticus valens Kanaar, 2003
- Trypeticus vanasseni Kanaar, 2003
- Trypeticus veda (Lewis, 1885)
- Trypeticus venator (Lewis, 1884)
- Trypeticus viennai Kanaar, 2003
- Trypeticus yunnanensis Zhang & Zhou, 2007